# Lutter Mühlenbach
Der Lutter Mühlenbach ist ein etwa zehn Kilometer langer Tieflandbach in den Gemeinden Visbek, Goldenstedt und in der Stadt Vechta in Niedersachsen.
Der Lutter Mühlenbach entspringt an der Weser-Ems-Wasserscheide, in der Visbeker Flur Die Zuschläge, nordnordöstlich des zwei Kilometer südlich des Visbeker Ortskerns gelegenen, verlandenden Schlatt-ähnlichen Heideweihers Trennmoor.
Der Bach durchquert zunächst das als Naturdenkmal ausgewiesene Trennmoor und fließt dann nach Süden, zwischen den Visbeker Bauerschaften Astrup und Norddöllen hindurch, er schlängelt sich durch die westlichsten Ausläufer des Forstes Herrenholz – Freesenholz und Holterhagen – und passiert die namensgebende Ortschaft Lutten am westlichen bebauten Ortsrand, schwenkt auf Südwest und mündet in den Lutter Wiebrakwiesen (in der Flur Im Langen) in den Vechtaer Moorbach (Alte Bäke).
Der Zustand des Lutter Mühlenbachs hat sich in den letzten Jahren durch landwirtschaftliche Einflüsse erheblich verschlechtert. Da das Gebiet um den Bach dem Vechtaer Wasserwerk zur Wassergewinnung dient, liegt insbesondere der Oberlauf des Bachs meist trocken.